# 하세쿠라 이스나
하세쿠라 이스나(支倉凍砂, 1982년 12월 27일~)는 일본의 라이트 노벨 작가이다. 릿쿄 대학교 이학부 물리학과를 중퇴했다.

## 약력
14세 때부터 소설 쓰기를 시작, 16세 때부터 문학상에 응모하기 시작했다. '북의 십자군'과 '금과 향신료'에서 영감을 얻어, 릿쿄 대학교 재학 중 '늑대와 향신료'를 쓰기 시작했다.
2005년에 '늑대와 향신료'로 제12회 전격 소설 대상 은상을 수상하고, 2006년 2월 데뷔한다. 시리즈화되어 이 라이트 노벨이 대단해! 2007에서 신인임에도 작품 부문 1위를 차지했다.

## 작품 목록
- 늑대와 향신료
- 빌리어네어 걸(만화 원작)
- 막달라에서 잠들라